# Pavonia aurigloba
Pavonia aurigloba är en malvaväxtart som beskrevs av Antonio Krapovickas och Cristobal. Pavonia aurigloba ingår i släktet påfågelsmalvor, och familjen malvaväxter. Inga underarter finns listade i Catalogue of Life.